# Republiek Zoutpansberg
De Republiek Zoutpansberg was een Boerenrepubliek in het uiterste noorden van de Zuid-Afrikaanse provincie Limpopo. De republiek werd in 1849 gesticht door de Voortrekker Hendrik Potgieter en werd vernoemd naar de gelijknamige bergketen. 
Van 1855 tot 1858 diende Stephanus Schoeman als commandant-generaal van Zoutpansberg. De hoofdstad Zoutpansbergdorp werd in 1855 door Schoeman omgedoopt in Schoemansdal, maar werd in 1867 voorgoed verlaten na een evacuatie voor een aanval van de vijandige Venda. In 1858 werd de republiek na onderhandelingen tussen Schoeman en Marthinus Wessel Pretorius ingelijfd door de Zuid-Afrikaansche Republiek (Transvaal). Het noorden van Limpopo staat tegenwoordig nog steeds bekend als Zoutpansberg.